# Sèvremont
Sèvremont ist eine französische Gemeinde im Département Vendée in der Region Pays de la Loire; sie ist Teil des Arrondissements Fontenay-le-Comte, des Kantons Les Herbiers und des Kommunalverbandes Communauté de communes du Pays de Pouzauges. Die Einwohner werden Sèvremontains genannt.
Sèvremont wurde als Commune nouvelle zum 1. Januar 2016 aus den ehemaligen Gemeinden Les Châtelliers-Châteaumur, La Flocellière, La Pommeraie-sur-Sèvre und Saint-Michel-Mont-Mercure gebildet.

## Gliederung
| Ortsteil                           | ehemaliger INSEE-Code | Fläche (km²) | Einwohnerzahl (2016) |
| ---------------------------------- | --------------------- | ------------ | -------------------- |
| Les Châtelliers-Châteaumur         | 85063                 | 18,13        | 0759                 |
| La Flocellière (Verwaltungssitz)00 | 85090                 | 29,19        | 2733                 |
| La Pommeraie-sur-Sèvre             | 85180                 | 15,56        | 1042                 |
| Saint-Michel-Mont-Mercure          | 85257                 | 25,76        | 1973                 |

## Geografie
Sèvremont liegt wenige Kilometer südwestlich von La Roche-sur-Yon. 

## Sehenswürdigkeiten
Siehe auch: Liste der Monuments historiques in Sèvremont
- Kirche Notre-Dame-de-l'Assomption in Châtelliers
- Kirche von Saint-Michel-Mont-Mercure
- Kirche von La Pommeraie-sur-Sèvre
- Kapelle Notre-Dame-de-Lorette
- Donjon von Châteaumur
- Schloss La Bonnelière
- Schloss La Flocellière
- Schloss Les Echardières
- Schloss Le Deffend